# Bolitoglossa robinsoni
Bolitoglossa robinsoni é uma espécie de salamandra da família Plethodontidae. Pode ser encontrada na Costa Rica e no Panamá.